# Saint-Antoine (Gironde)
Saint-Antoine foi uma comuna francesa na região administrativa da Nova Aquitânia, no departamento de Gironda. Estendia-se por uma área de 0,18 km². Em 2010 a comuna tinha 409 habitantes (densidade: 2 272,2 hab./km²).
Em 1 de janeiro de 2016, passou a formar parte da nova comuna de Val de Virvée.